# 셈포알테펙사슴쥐
셈포알테펙사슴쥐(Habromys lepturus)는 비단털쥐과에 속하는 설치류의 일종이다. 멕시코 남부의 토착종으로 오아하카주의 남중부 시에라마드레 산맥의 해발 2500m 이상의 세로 셈포알테펙 지역 한 모식산지에서 발견된다.